# Jacob van Swanenburgh
Pour les articles homonymes, voir JVS et IVS.
Jacob van Swanenburgh (prononcé en néerlandais : [ˈjaːkɔp fɑn ˈsʋaːnə(m)bɵrx] ; d'abord appelé maître JVS ou maître IVS ; né en 1571 à Leyde où il est mort en 1638) est un artiste peintre, dessinateur et marchand d'art de l'âge d'or de la peinture néerlandaise.
Il a été le premier maître de Rembrandt.

## Biographie
Selon Arnold Houbraken, Swanenburg a appris la peinture par son père, Isaac Claesz van Swanenburg, lui-même élève de Frans Floris.
Il part en Italie à Venise en 1591 et vit à Rome un temps avant de s'installer à Naples où il se marie et vit de 1596 à 1615.
Il rentre à Leyde sans sa famille et repart à Naples deux ans plus tard afin de déménager définitivement dans sa ville natale. Il y a un certain succès,, mais est surtout connu pour être l'un des maîtres de Rembrandt de 1621 à 1623, à qui il enseigne notamment le dessin à la plume,.
Il meurt à Leyde en 1638, alors qu'il partait en voyage à Utrecht.

## Œuvre
Il se spécialise dans les scènes infernales et initie ses élèves aux peintures italiennes historiques et bibliques.

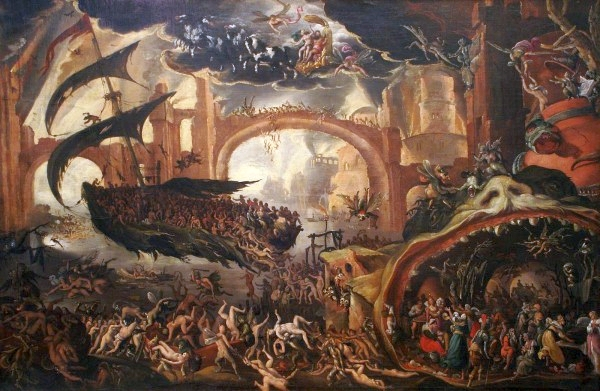
La Barque de Charon (1625), musée national de Gdańsk

- Le Jugement dernier et les Sept Péchés capitaux
- La Barque de Charon (vers 1625)